# Горновское муниципальное образование
Горновское муниципальное образование — городское поселение в Краснопартизанском районе Саратовской области Российской Федерации.
Административный центр — рабочий посёлок Горный.

## История
Статус и границы городского поселения установлены Законом Саратовской области от 27 декабря 2004 года № 98-ЗСО «О муниципальных образованиях, входящих в состав Краснопартизанского муниципального района».
В 2013 году Большесакмыковское, Горновское, Римско-Корсаковское и Сулакское муниципальные образования были преобразованы путём объединения в Горновское муниципальное образование.

## Население
| 2009  | 2010  | 2011  | 2012  | 2013  | 2014  | 2015  |
| ----- | ----- | ----- | ----- | ----- | ----- | ----- |
| 6453  | ↘5483 | ↘5476 | ↘5420 | ↘5388 | ↗8016 | ↘7991 |
| 2016  | 2017  | 2018  | 2019  | 2020  | 2021  |       |
| ↘7904 | ↘7785 | ↘7602 | ↘7424 | ↘7255 | ↘6454 |       |

## Состав городского поселения
| №  | Населённый пункт  | Тип населённого пункта                  | Население |
| -- | ----------------- | --------------------------------------- | --------- |
| 1  | Бобов             | посёлок                                 | ↘136      |
| 2  | Большая Сакма     | село                                    | ↘572      |
| 3  | Горный            | рабочий посёлок, административный центр | ↘4336     |
| 4  | Емельяновка       | посёлок                                 | ↘241      |
| 5  | Нестеровка        | посёлок                                 | ↘55       |
| 6  | Новая Сакма       | село                                    | ↘111      |
| 7  | Подшибаловка      | село                                    | ↘268      |
| 8  | Римско-Корсаковка | посёлок                                 | ↘484      |
| 9  | Родионовка        | село                                    | ↘126      |
| 10 | Савельевка        | село                                    | ↘273      |
| 11 | Садовый           | село                                    | ↗103      |
| 12 | Смирновский       | посёлок                                 | ↗8        |
| 13 | Сулак             | село                                    | ↘1015     |